# Albijn Van den Abeele
Albijn Van den Abeele (Sint-Martens-Latem, 27 agosto 1835 – Sint-Martens-Latem, 16 novembre 1918) è stato un pittore belga.

## Biografia
Dapprima scrittore, si diede alla pittura, soprattutto paesaggistica, dopo i quarant'anni. Fu membro della scuola di Sint-Martens-Latem, spesso considerata l'omologa belga della Scuola di Barbizon. Suo figlio, Herman van den Abeele (1890 - 1971), ne seguì le impronte.

## Galleria d'immagini

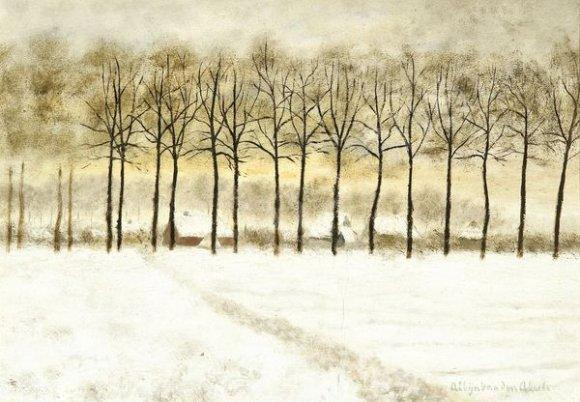
Paesaggio innevato, 1891
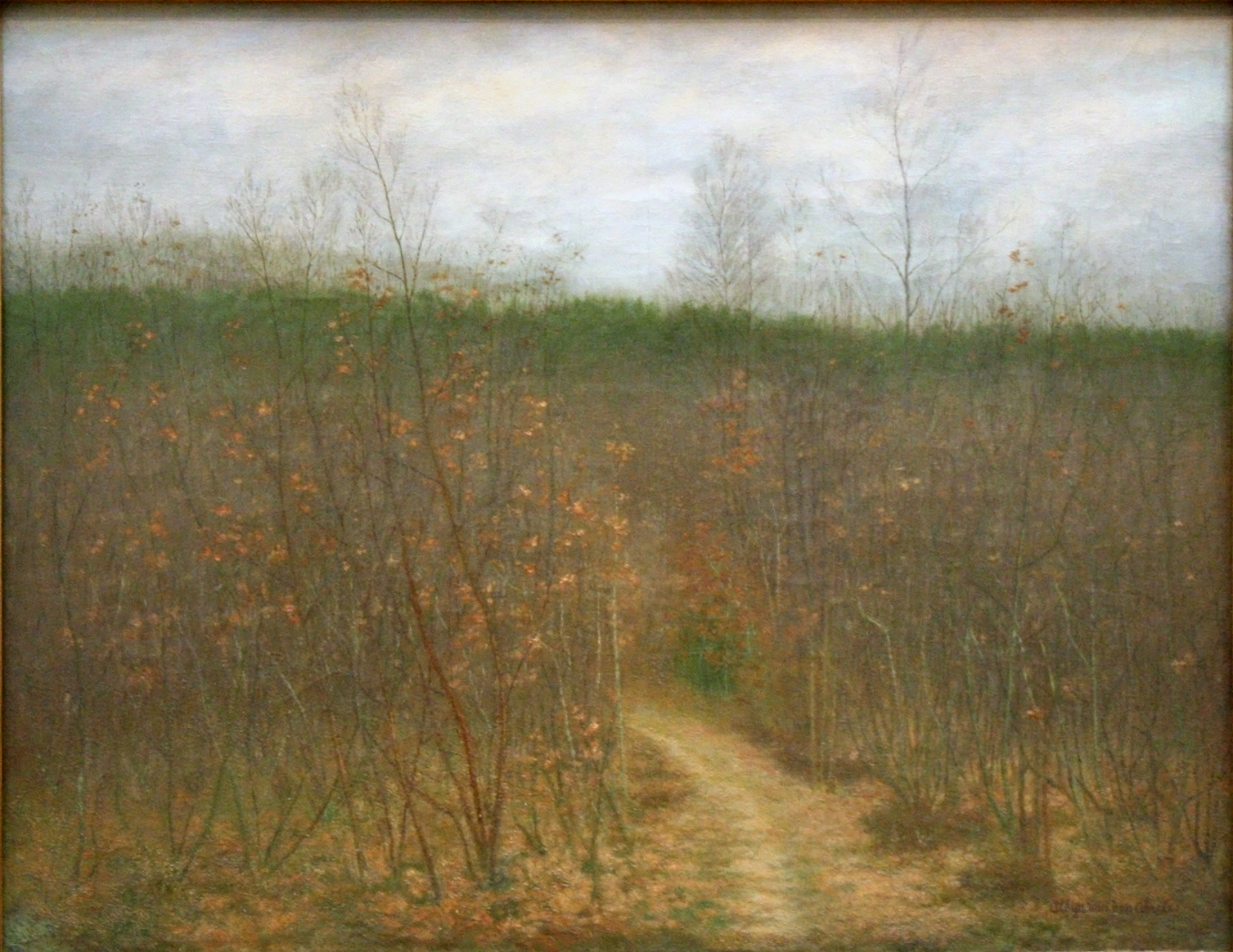
Bosco a Sint-Martens-Latem, 1898.
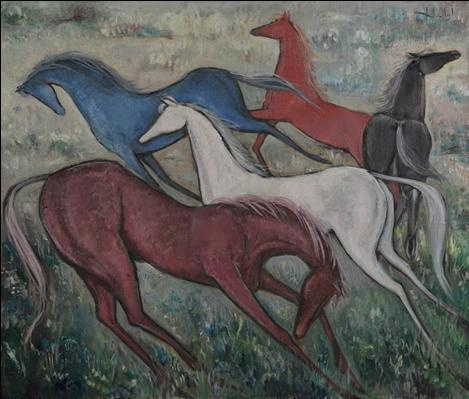
Cavalli al galoppo, pre-1918
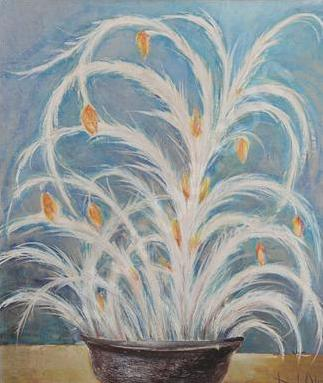
Natura morta con pianta, pre-1918